# Prince Edward County
För kommunen i Ontario, se Prince Edward County, Ontario.
Prince Edward County är ett administrativt område i delstaten Virginia, USA, med 23 368 invånare. Den administrativa huvudorten (county seat) är Farmville. 

## Geografi
Enligt United States Census Bureau så har countyt en total area på 916 km². 914 km² av den arean är land och 3 km² är vatten.

### Angränsande countyn
- Buckingham County - nordväst
- Cumberland County - nord
- Amelia County - nordöst
- Nottoway County - öst
- Lunenburg County - sydöst
- Charlotte County - sydväst
- Appomattox County - väst